# Hamed Attarbashi

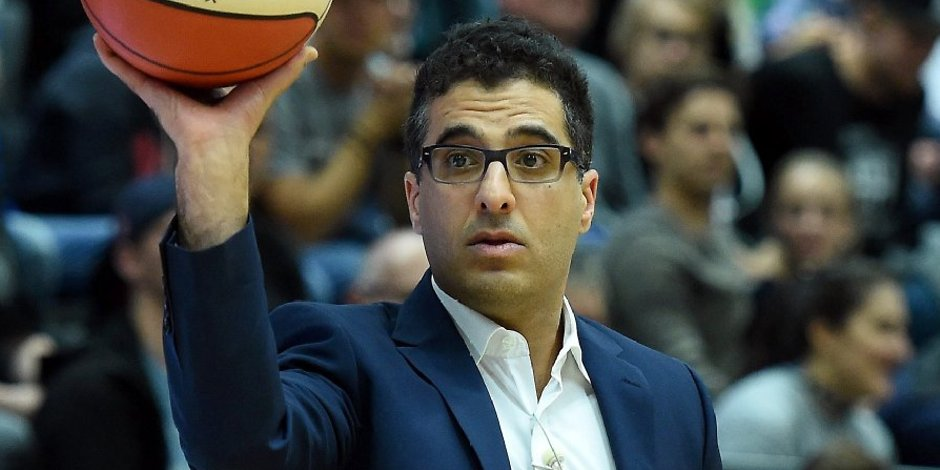
Hamed Attarbashi

Hamed Attarbashi (* 7. August 1976 in Hamburg) ist ein deutscher Basketballtrainer iranischer Abstammung. 

## Trainerlaufbahn
Attarbashi wurde in Hamburg geboren und wuchs teils auch in Österreich sowie den Vereinigten Staaten auf. Mit elf Jahren kam er in seine Geburtsstadt zurück. Nachdem er in der Schule mit Basketball in Berührung gekommen war, spielte er beim TSV Sasel. Für den BC Hamburg spielte er in der Regional- und in der Oberliga sowie in der Saison 2007/08 kurz für den VfL Stade in der 2. Regionalliga. Attarbashi nahm an der Universität Hamburg ein Studium der Sportwissenschaften auf und sammelte Trainererfahrung in den Jugendabteilungen des TSV Sasel, der TSG Bergedorf und beim BC Hamburg.
2004 nahm er bei den Paderborn Baskets die Stelle als Jugendkoordinator an. Dort arbeitete er unter anderem im Rahmen der „Talentoffensive in OWL“ und verantwortete zahlreiche Bereiche der Jugendarbeit in dem Paderborner Verein. Während seiner Amtszeit wurde die U12-Mannschaft Westdeutscher Vizemeister, in der U14 wurde der Regionalliga-Meistertitel errungen, in der Altersklasse U16 stieß die Paderborner Mannschaft bis zu den Nordwestdeutschen Meisterschaften vor und die U18 erreichte bundesweit den dritten Rang. Zudem gelang es Attarbashi, mehrere Schul-AGs aufzubauen.
2007 folgte der Wechsel zu den Eisbären Bremerhaven. Dort wurde er Leiter der Nachwuchsabteilung und war im Zuge dieser Aufgabe unter anderem Cheftrainer der U19-Mannschaft des Klubs sowie der Herrenmannschaft des BSG Bremerhaven in der 2. Regionalliga. In Letzterer kamen vor allem Talente zum Einsatz, teilweise stand Attarbashi für die Mannschaft auch selbst als Spieler auf dem Feld. 2012 führte Attarbashi die U19-Mannschaft ins Finale der Nachwuchs-Basketball-Bundesliga (NBBL) und wurde als NBBL-Trainer des Jahres ausgezeichnet. Unter seiner Ägide erreichte der Eisbären-Nachwuchs in jeder Saison die NBBL-Playoffs. Zudem führte er zwölf Talente an den Bundesliga-Kader heran und war entscheidend an Schulprojekten sowie dem Aufbau eines Basketball-Internats beteiligt. Er förderte in Bremerhaven Spieler wie Jonathan Malu, Jacob Mampuya, Dominique Johnson, Maurice Pluskota, Bazoumana Koné, Anthony Canty und Femi Oladipo.
Im Mai 2013 wurde Attarbashi Assistenztrainer in Bremerhavens Bundesliga-Mannschaft, nachdem er in den vorangegangenen dreieinhalb Jahren bereits im Trainerstab mitgearbeitet hatte.
Im Juni 2014 wurde er von den neugegründeten Hamburg Towers als Cheftrainer verpflichtet. Er führte die Mannschaft in ihrer Premierensaison in die Playoffs der 2. Bundesliga Pro A und einigte sich mit den Towers auf einen neuen Vertrag für die Spielzeit 2015/16. Während seiner Amtszeit bei den Hamburgern war Attarbashi zusätzlich als Basketballtrainer an der Hamburger Eliteschule des Sports sowie an Schulen in Hamburg-Wilhelmsburg beschäftigt. Im März 2016 erhielt Attarbashi bei den Towers eine vorzeitige Vertragsverlängerung bis 2018. Mitte Februar 2018 kam es zwischen Attarbashi und den Towers zur Trennung. Vorausgegangen war eine Negativserie mit nur einem Sieg aus zehn Spielen und ein Abrutschen auf den zehnten Tabellenrang der 2. Bundesliga ProA.
Von September 2018 bis Januar 2019 war er Trainerassistent beim Bundesligisten MHP Riesen Ludwigsburg. Er begann dann eine Lehrerausbildung, war im Schuldienst in Bremerhaven beschäftigt und ab August 2020 zusätzlich als Individualtrainer im Nachwuchsbereich des SC Rist Wedel tätig. Nach dem Staatsexamen in den Fächern Sport und Religion wurde er Lehrer an der Grund- und Stadtteilschule Alter Teichweg in Hamburg. Zur Saison 2023/24 übernahm er zusätzlich in Wedel das Traineramt der Herrenmannschaft (2. Bundesliga ProB). Als Trainer in Wedel förderte Attarbashi weibliche (u. a. Marianna Byvatov, Cosima Bade, Luise Linke) und männliche (u. a. Noé Bom, Mika Tangermann, Al-Fayed Alegbe, Jared Grey, Fabian Giessmann) Talente.